# Morna (riu)
Morna és un riu de Maharashtra, Índia, a l'antiga província de Berar.
Corre passant per la ciutat d'Akola, amb dos velles preses que permeten l'aprofitament de l'aigua durant uns quants kilòmetres, durant la totalitat de l'any, utilitzant-se pel reg dels camps. El riu desaigua al Purna.